# Кинеска централна телевизија
Кинеска централна телевизија (кин: 中国中央电视台, енгл. China Central Television, CCTV; транскр.  Си-Си-Ти-Ви) државна је и главна телевизијска кућа у НР Кини. CCTV је једина национална ТВ мрежа у држави која поседује 50 канала који емитују разноврсне програме, а доступна је више од милијарду гледалаца на шест различитих језика. Већина његових програма је мешавина вести, документарног садржаја, друштвеног образовања, комедије, забаве и драме, од којих се већина састоји од кинеских сапуница и забаве. Међутим, извештавање вести о темама које су осетљиве за КПК је искривљено и често се користи као оружје против наводних непријатеља странке, према Фридом Хаусу и другим медијским коментаторима. КЦТВ-ом управља Национална управа за радио и телевизију која је директно одговорна Одељењу за јавност Комунистичке партије Кине.
КЦТВ је основана 1. маја 1958. године као новинска агенција за надзор јавног мњења, а била је под великим утицајем Кинеске комунистичке партије. КЦТВ има низ функција, као што су комуникација вести, друштвено образовање, култура и забавно информативне услуге. Као државна телевизија, одговорна је Централном комитету Комунистичке партије Кине и Државном савету. Она је централни играч у пропагандној мрежи кинеске владе.

## Историја
Године 1954, председник КПК Мао Цедунг је изнео да Кина треба да оснује сопствену ТВ станицу. Централни радиодифузни биро је 5. фебруара 1955. поднео извештај Државном савету и предложио програм оснивања телевизијске станице средње величине, а касније је премијер Џоу Енлај укључио у први петогодишњи план Кине планирано увођење телевизијског програма. У децембру 1957. Централни радиодифузни биро је послао Луо Дунгхеа и Менг Ћијуа у Совјетски Савез и Немачку Демократску Републику на инспекцију њихових ТВ станица, а затим су се вратили у Пекинг да се припреми оснивање обећане ТВ станице.
Почевши од 1. маја 1973. године, Пекиншка телевизија је почела да емитује експериментално у боји на свом другом каналу сваког уторка, четвртка и суботе користећи систем PAL-D, и потпуно је прешла на емитовање у боји до 1977. године. Дана 1. јануара 1978; званично су покренуте његове водеће вести. Дана 1. маја исте године, уз одобрење Централног комитета КПК, БТВ, која је прославила своју 20. годишњицу, званично је преименована у КЦТВ (Кинеска централна телевизија, 中央电视台) и дебитован је нови лого. Године 1979. дебитовао је иконски лого лептира, који ће се користити као корпоративни идентитет КЦТВ мреже у наредне две деценије.
До касних 1970-их, КЦТВ је одржавала само вечерње емисије, обично се затварајући у поноћ. Током летњег и зимског распуста, повремено се преносио дневни програм за студенте, док су посебни дневни програми емитовани током државних празника. Године 1980, КЦТВ је експериментисала са вестима из локалних и централних телевизијских студија преко микроталаса. До 1985. КЦТВ је већ постала водећа телевизијска мрежа у Кини. Године 1987. популарност КЦТВ-а је порасла захваљујући адаптацији и презентацији Dream of the Red Chamber. ТВ серија од 36 епизода — прва кинеска телевизијска драма која је изашла на глобално тржиште — и даље је популарна на међународном тржишту. Исте године КЦТВ је извезла 10.216 програма на 77 страних телевизијских станица.
У почетку је Одељење за пропаганду Комунистичке партије Кине издало директиву о цензури програма. Током реформи 1990-их, Партија је усвојила нове стандарде за КЦТВ, „приступачност“ и „прихватљивост“, релаксирајући пређашњу владину контролу. Приступачност се односи на куповну моћ програма, док прихватљивост захтева да програм има прихватљив садржај, спречавајући емитовање материјала који садржи неприкладан садржај или изражава ставове против Комунистичке партије Кине.
У јулу 2009. КЦТВ је проширила своју покривеност и циљну публику покретањем КЦТВ-العربية, свог међународног канала на арапском језику.
КЦТВ је 17. јуна 2013. објавила да је већина емисионих објеката за КЦТВ мрежу измештена у садашњу зграду седишта.
Година 2015. и 2018, КЦТВ је потписала споразуме о сарадњи са руским државним медијем РТ.
У марту 2018. године, када је нација почела да обележава 60. година постојања телевизије, власништво КЦТВ-а је прешло у руке нове државне холдинг групе, Кинеске медијске групе, као телевизијског огранка новопокренутог мултимедијалног емитерског конгломерата којим управљају и Централни комитет КПК и Државни савет.

### Пожар из 2009.
Дана 9. фебруара 2009, Културни центар Пекингске телевизије се запалио последњег дана прославе кинеске Нове године, при чему је један ватрогасац погинуо. Ватра је учинила неупотребљивом структуру од 42 спрата, пошто је легура цинка и титанијума на спољашњој површини изгорела. Хотел Мандарин Оријентал је уништен пре очекиваног отварања 2009. године.
Пожар је имао импликације на кредибилност КЦТВ, која је већ била непопуларан због своје доминације у медијима. Инцидент су исмевали корисници интернета који су репродуковали фотошопиране фотографије пожара и критиковали КЦТВ због цензурисања извештавања. Слике пожара су широко распрострањене на интернету, као резултат грађанског новинарства.

### Либијски грађански рат
Током војне интервенције у Либији 2011. године, КЦТВ извештаји су углавном подржавали аргументе Моамера Гадафија, тврдећи да су коалиционе снаге напале либијске цивиле и да се војна интервенција не разликује од инвазије. У неким од новинских извештаја, КЦТВ је користила слике демонстраната и наводила да су они против војне интервенције НАТО-а. КЦТВ је такође погрешно означила особу која је држала транспарент на којем је писало „Vive la France“ („живела Француска“ на француском) и тврдила да је присталица Гадафија. Касније, 27. марта, кинески транспарент на којем је писало „Муамер Гадафи је лажов.  [sic]“ приказан је у неким либијским демонстрацијским видео-снимцима на интернету.

### НБА спор за слободу говора 2019
Године 2019, КЦТВ је објавио да отказују пренос две САД предсезонске утакмице Националне кошаркашке асоцијације као одговор на твит генералног директора Хјустон Рокетса, Дерил Морија, у знак подршке продемократским протестима у Хонгконгу. Након што је Адам Силвер одбранио право генералног директора на слободу говора, КЦТВ је одговорила са: „Изражавамо наше снажно незадовољство и противљење Силверовој наглашеној подршци Моријевом праву на слободу говора. Верујемо да било какве примедбе које оспоравају национални суверенитет и друштвену стабилност не припадају категорији слободе говора“, и наставио: „Такође ћемо одмах испитати сву другу сарадњу и размену са НБА“.

### Цензура и дезинформације о руској инвазији Украјине 2022
Током Зимских параолимпијских игара 2022, КЦТВ је цензурисала говор председника Међународног параолимпијског комитета Ендруа Парсонса који је осудио руску инвазију на Украјину 2022. године. КЦТВ је промовисала руске потенцијалне дезинформације као што су тврдње о лабораторијама за биолошко оружје у Украјини. У априлу 2022, КЦТВ је поновила руске тврдње да је масакр у Бучи изрежиран.